# Литературная учёба
«Литературная учёба» — советский, затем российский литературно-критический журнал и коммерческое издательство, выпускающее книги за счёт авторов.
Журнал был основан в 1930 году. До 1991 года был литературно-критическим и общественно-политическим журналом Союза писателей СССР, с 1991 по 2008 годы литературно-философским, в 2008—2012 годах — литературно-критическим, с 2013 года, как заявляется, это литературно-просветительский журнал. Специализация издания — материалы о текущем литературном процессе, статьи лингвистического, литературно-критического и литературоведческого характера, литературные мемуары, рецензии, обзоры новинок российского книжного рынка и пр. В начале 1930-х и в период 2010 — начала 2011 годов художественные произведения не публиковались. В 2017 году издание журнала было прекращено.

## История
Журнал основан в 1930 году писателем Максимом Горьким, который и стал главным редактором нового издания. Журнал издавался в Ленинграде издательством ОГИЗ. Журнал был рассчитан на начинающего писателя из среды рабочих и крестьян, рабкора, селькора, начинающего критика, рабочего рецензента и руководителя литкружка на предприятии. В первом номере журнала Горький писал: «Наша задача — цели нашего журнала — учить начинающих писателей литературной грамоте, ремеслу писателя, технике дела, работе словом и работе над словом».
В каждом номере помещались статьи по диалектическому материализму, вопросам художественного метода, истории русской и западно-европейских литератур, теоретическому и практическому языкознанию, современной пролетарской литературе. Важное значение имел отдел «Письма из редакции», в котором Максимом Горьким и другими даётся анализ положительных и отрицательных сторон присылаемых в «Литературную учёбу» рукописей начинающих писателей. Справочно-консультационный отдел, помимо переписки с индивидуальными корреспондентами, заключает ценные библиографические материалы (о творческой дискуссии и друг.). Учебная установка журнала особенно проявляется в разделе «Читатели, готовьтесь к следующему номеру».
«Литературная учёба» первоначально не планировался как журнал «с мыслимой непрерывностью издания»: он был рассчитан на 20 номеров, которые должны выйти в течение двух лет. Тем не менее, Горький руководил журналом до своей смерти в 1936 году. С 1935 года до закрытия в 1941 году журнал выходил в Москве. Обозревая историю журнала, критик и библиограф Вячеслав Огрызко отмечал:

Надо сказать, что «Литучёбе» с самого рождения не везло. Этот журнал был создан в 1930 году и ориентировался в основном на безграмотных рабкоров и начинающих крестьянских авторов. Но проблема заключалась в том, что большинство ринувшихся по призыву партии в литературу трактористов и слесарей что-либо читать не желало, и новое издание долго оставалось, по сути, невостребованным. Потом началась война, и выпуск «Литучёбы» пришлось временно прекратить.

В 1973—1976 годах в издательстве «Молодая гвардия» выходил литературный альманах «Родники» (было издано 4 выпуска), который в 1978 году влился в возобновленный в этом году журнал «Литературная учёба». По словам Вячеслава Огрызко:

Но и в новом виде оно практически никого не заинтересовало. Тогда возрожденческий проект во многом провалил критик Ал. Михайлов. <…> ставка была сделана в основном на дебюты комсомольских авторов с рабочей биографией, которые сопровождались не столько подробными анализами бескомпромиссных авторов, сколько пафосной демагогией бездарных литературных начальников. Михайлов как огня боялся всего острого и непривычного. Он так и не смог победить в себе осторожного партфункционера.

Постоянными рубриками в этот период были: «Главная тема», «Литература и современность», «Культура речи», «Субъектив», «Штудии», «Мастерство писателя», «Мастерская художественного перевода», «Писатель и время», «Полемика», «Книгоноша» и др. В журнале публиковались: Лев Аннинский, Виктор Астафьев, Игорь Золотусский, Римма Казакова, Кирилл Ковальджи, Константин Кедров, Александр Карпенко, Станислав Куняев, Дмитрий Лихачёв, Алексей Лосев, Вячеслав Пьецух, Хелью Ребане, Роберт Рождественский, Михаил Рощин, Юрий Рытхэу, Давид Самойлов, Евгений Сидоров, Андрей Турков.
В эпоху журнального бума в СССР тираж «Литературной учёбы» доходил до 905 тысяч экземпляров (№ 3, 1990).
В 2010 годы в числе постоянных авторов издания были: Михаил Бойко, Пётр Вайль, Абдусалам Гусейнов, Валерий Даниленко, Олег Ернев, Сергей Есин, Константин Кедров, Евгений Клюев, Елена Сафронова, Николай Скатов, Олег Филипенко, Анастасия Харитонова, Игорь Шайтанов, Авигдор Эскин и др.
В 2017 году выпуск издания был приостановлен, что было связано с общим кризисом толстых литературных журналов в России. Главный редактор Издательского дома «Литературная учеба» Лев Пирогов по этому поводу написал:

Быть тем, чем была русская литература прежде, наша литература перестала. <…> Мы продолжаем делать вид, что «занимаемся литературой», — выпускаем журналы, пишем и пытаемся издавать книги; в этом можно усмотреть «высокий трагизм», но на самом деле это комично. Вроде как аристократическое семейство, выселенное в дворницкую некогда собственного дома, обедает с приборами и салфетками. <…> Поразмыслив, мы решили, что так не годится. А посему выпуск журнала «Литературная учеба» приостановлен.
Не потому, что нет денег. Они есть и будут возвращены подписчикам. Журналу не грозит финансовое банкротство. Но нам претит банкротство моральное.
Мы не хотим пировать на обломках «культурного наследия» или бежать, задрав штаны, «за рынком». Хотим дело делать.<…>
Мы будем продолжать издавать детский литературный журнал «Лучик 6+» и развивать созданную на его базе Школу юного писателя.
Будем вручать Горьковскую литературную премию в новых номинациях — взрослых и детских.
Будем проводить литературный конкурс «Литература победы и преодоления» — для авторов прозаических произведений с победительным, жизнеутверждающим пафосом.
Будем создавать общественное движение «Народное министерство литературы» — для всех тех, кто хочет помогать нам в этой работе.
И если вам для этого понадобится журнал — «Литературная учеба» вернётся.

## Главные редакторы
- Максим Горький (1930—1936)
- Алексей Сурков (1936—1941)
- Александр Михайлов (1978—1986)
- Владимир Малютин (1987—2006)
- Людмила Карханина (2007—2009)
- Максим Лаврентьев (2010—2011)
- Алексей Варламов (2011—2016)
- Александр Яковлев (2016—2017)

## Редакция
Карханина Людмила Ивановна, Варламов Алексей Николаевич, Толкачёва Елена Владимировна, Яковлев Александр Алексеевич, Архутик Андрей Александрович, Архутик Александр Борисович, Колганов Алексей Николаевич

## Пресса о журнале
- Лаврентьев М. «Учиться, учиться и учиться» (Легендарный журнал возвращается). — «Независимая газета» (27.11.2008)
- Дмитренко С. «Литературная учёба». — «Литература», № 1, 2009
- Арутюнов C. «Первый в году» («Литучёба» открыла сезон-2009). — «Независимая газета» (12.02.2009)
- Колесников Д. «Руки коротки». — «Литературная Россия», № 46, 2009
- Карханина Л., Лаврентьев М. «Бросить нельзя поддержать». — «Литературная Россия», № 52, 2009
- Дмитренко С. «Журнал „Литературная учёба“». — «Литература», № 10, 2010
- Кудлинская И. «Игра без правил» («Журналы нон-фикшн в роли арбитров»). (недоступная ссылка) — «Независимая газета» (1.07.2010)
- Замостьянов А. «Ремесло и провидчество» (Журналу «Литературная учёба» исполнилось 80 лет). — «Независимая газета» (9.12.2010)
- Ратникова Е. «За рамки журнала, за пределы Москвы» («Литературная учёба», 2011, № 1, 2). — «Октябрь», № 9, 2011